# 徴古雑抄
徴古雑抄（ちょうこざっしょう）は、明治時代に国学者の小杉榲邨が、全国の寺社・旧家の古文書を書写・抄録した稿本。正編142冊（別2冊）・続編46冊。国文学研究資料館所蔵。

## 概要
小杉榲邨は明治初期に当時の徳島藩から『阿波国志』の編纂を命じられたが、廃藩置県などによって実現しなかった。その後も小杉は『阿波国志』編纂の意思を持ち、阿波国関係資料の蒐集に努めていたが、日本全国レベルでの調査の必要性を感じ、50年にわたって日本各地を訪れて古文書を書写し続けた。これを整理・分類したのが徴古雑抄である。
正編は種別58冊（古文書・古記録・家乗抜抄・日記抜抄・法律・伝記・戦記之類・雑々文書・伝疑・武家・征韓・古暦・本系帳・系図・過去帳・分限録・歌・地理など）・国別72冊（阿波国以下57か国）・図画12冊及び別集・附録から構成され、続編は阿波国史料を中心に46冊からなる。
だが、現時点では阿波国に関する部分の一部が『阿波国徴古雑抄』　の名称で刊行されている他は、未刊行のままである。

## 国立国会図書館デジタルコレクション
- 小杉榲邨『阿波国徴古雑抄』日本歴史地理学会、1913年3月26日。